# パシフィック・アシスト作戦
パシフィック・アシスト作戦（パシフィック・アシストさくせん、英語: Operation Pacific Assist オペレーション・パシフィック・アシスト）とは、オーストラリア軍(ADF)が実施した2011年3月11日に日本で発生した東北地方太平洋沖地震（東日本大震災）に対する救援支援活動。オーストラリア空軍(RAAF)のC-17A輸送機を用いて輸送支援活動を行った。

## 概要
オーストラリア政府は地震・津波により日本が大規模な被害を受けたことを把握すると、救援活動を開始、オーストラリア国内の警察・消防・救助犬等からなる救援隊が編成された。オーストラリア空軍はC-17輸送機1機を用意し、救援隊を搭載、3月14日に横田基地へと到着した。
C-17は、その後も日本国内に留まり、日米両政府に協力し、輸送支援を継続している。例えば、沖縄からは陸上自衛隊第15旅団の人員・車両等を嘉手納基地から横田基地へ輸送し、千歳基地から花巻空港まで飲料水の輸送を行なったりしている。これらの行動は在日アメリカ軍とも協力関係にあった。
3月22日には福島第一原子力発電所事故の支援を行なうため、C-17A 2機を追加派遣し、高圧放水システムの輸送を行なった。一時的にRAAFは4機保有しているC-17のうち、3機を日本に派遣した状態になった。
パシフィック・アシスト作戦は3月25日に終了し、C-17は本国へと帰還した。派遣期間中に23ソーティを実施し、450tの物資、41両の車両、135名の人員を輸送した。